# Цвета Галунова
Цвета Тодорова Галунова е българска шахматистка и бивш депутат в XLVII народно събрание.

## Биография
Цвета Галунова е родена на 4 август 1995 година във Велико Търново, България. Неин баща е политологът професор Тодор Галунов. Началното и основното си образование завършва в СУ „Вела Благоева“ в родния си град. Средното си образование получава от Езикова гимназия „Професор доктор Асен Златаров“ — град Велико Търново. Бакалавър по психология и магистър по връзки с обществеността от Великотърновски университет.
През 2003 г. Цвета Галунова става шампионка за момичета до 10 години. През 2004 г. вече е европейска шампионка по ускорен шах до 10 г. в Белград, шампионка на България до 10 г. на всичките 3 ДИП, заема 4-то място на Европейското първенство по класически шах за момичета до 10г. в Юргюп, Турция и 13-то място в света от 84 участнички на световното първенство до 10 г. На следващата 2005 г. е европейска вицешампионка по ускорен шах и четвърта на европейското в Херцег нови по класически шах. Шампионка по ускорен шах и блиц до 10 г., втора на ДИП класически до 10 г., 1-во място на Търновска царица до 14 г., Шампионка по блиц до 16 г.! През 2006 г. става 3-та на европейското първенство по ускорен шах за момичета до 12-годишна възраст, а година по-късно заема 7-мо място в Световно първенство в Анталия, Турция до 12 години.
През 2009 г. е 16-та на Световното по шахмат до 14 години.
През 2012 г. става шампион на България по шахмат за девойки до 20 години. През същата година се класира за световното първенство за юноши и девойки, което се провежда в Атина, Гърция.
През 2016 г. става шампион на България по блиц за жени.
Участва в клубните първенства на Сърбия, Северна Македония, Гърция, Турция, Франция и Германия.
Проявява предприемчивост през 2020 г. за преодоляване на ограничителните мерки на държавата, с които клуб по народни танци и школата по шахмат във Велико Търново бяха затворени.
През 2021 г. организира Лятна академия по шахмат. През същата година е избрана за народен представител в XLVII народно събрание от листата на партия „Възраждане“ в 4 МИР Велико Търново.